# Chlorotettix fulvicus
Chlorotettix fulvicus är en insektsart som beskrevs av Cheng 1980. Chlorotettix fulvicus ingår i släktet Chlorotettix och familjen dvärgstritar. Inga underarter finns listade i Catalogue of Life.